# Tiemoué Bakayoko
Tiemoué Bakayoko (* 17. August 1994 in Paris) ist ein französischer Fußballspieler mit ivorischen Wurzeln. Der defensive Mittelfeldspieler steht seit August 2024 bei PAOK Thessaloniki unter Vertrag und ist einmaliger französischer Nationalspieler.

## Karriere

### Vereine
Bakayoko begann seine Karriere im Alter von sechs Jahren in seiner Geburtsstadt Paris beim 15ème O. 2004 ging er zu CA Paris, von 2006 bis 2008 spielte er beim Montrouge FC 92. 2008 wechselte er in die Jugend von Stade Rennes. Dort durchlief er die Jugendmannschaften bis hin zur A-Jugend und wurde zur Saison 2012/13 in die erste Mannschaft übernommen. Am 24. August 2013 kam er beim 2:1-Sieg beim FC Évian Thonon Gaillard zu seinem ersten Einsatz in der Ligue 1, bei dem er über die komplette Spielzeit auf dem Platz stand. Am 26. Oktober 2013 erzielte er beim 5:0-Sieg beim FC Toulouse mit dem Treffer zum 2:0 in der 34. Minute sein erstes Pflichtspieltor für Stade Rennes.
Zur Saison 2014/15 wechselte Bakayoko zur AS Monaco, bei der er einen Vertrag mit einer Laufzeit bis zum 30. Juni 2019 unterschrieb. Mit den Monegassen spielte er in der ersten Saison in der Champions League, in der er am 1. Oktober 2014 beim 0:0 gegen Zenit Sankt Petersburg erstmals zum Einsatz kam. In der Spielzeit 2016/17 gewann Bakayoko mit der AS Monaco die französische Meisterschaft.
Zur Saison 2017/18 wechselte Bakayoko zum FC Chelsea in die Premier League. Er unterschrieb einen Vertrag mit einer Laufzeit bis zum 30. Juni 2022. Er kam unter dem Cheftrainer Antonio Conte in 29 Ligaspielen (24-mal von Beginn) zum Einsatz und erzielte 2 Tore. Nach der Spielzeit übernahm Maurizio Sarri die Mannschaft.
Am 14. August 2018 wechselte Bakayoko bis zum Ende der Saison 2018/19 auf Leihbasis in die italienische Serie A zur AC Mailand. Dort kam er unter Gennaro Gattuso auf 31 Ligaeinsätze (26-mal von Beginn), in denen er ein Tor erzielte.
Zur Saison 2019/20 kehrte Bakayoko zum FC Chelsea zurück. Nachdem er unter dem Cheftrainer Frank Lampard in den ersten Spielen nicht zum Einsatz gekommen war, wurde er Anfang September 2019 bis zum Ende der Ligue-1-Spielzeit 2019/20 an seinen Ex-Klub AS Monaco verliehen.
Anfang Oktober 2020 wechselte Bakayoko kurz vor dem Ende der Transferperiode bis zum Ende der Saison 2020/21 auf Leihbasis zur SSC Neapel.
Zur Saison 2021/22 wechselte Bakayoko für zwei Jahre auf Leihbasis mit Kaufoption erneut zur AC Mailand. Mit Milan konnte er die italienische Meisterschaft gewinnen, spielte insgesamt aber nur sehr unregelmäßig für die Italiener.
Die Kaufoption wurde von Milan nicht gezogen und auch der Vertrag beim FC Chelsea war ausgelaufen. Dadurch verließ Bakayoko die Londoner im Juli 2023 nach 6 Jahren, 43 Pflichtspielen und vier Leihen nach Frankreich und Italien.
Ende August 2023 wechselte er nach Frankreich zum FC Lorient und unterschrieb dort einen Vertrag bis Juni 2025. Bereits nach einem Jahr verließ Bakayoko Frankreich und schloss sich PAOK Thessaloniki an.

### Nationalmannschaft
Bakayoko spielte am 5. Mai 2010 bei der 1:2-Niederlage gegen Belgien mit seinem Einsatz für die U16-Nationalmannschaft erstmals für eine Auswahlmannschaft des französischen Fußballverbandes. Mit der U17-Nationalmannschaft nahm er im Sommer 2011 an der U17-Weltmeisterschaft in Mexiko teil, bei der er mit der Mannschaft im Viertelfinale am Gastgeber scheiterte. Nach zwei Einsätzen für die U18-Auswahl im Oktober 2011 und drei Spielen für die U20 im Sommer 2014 debütierte Bakayoko am 13. November 2014 beim 1:1 gegen Italien in der französischen U21-Nationalmannschaft. Insgesamt kam er für diese 13-mal zum Einsatz.
Am 28. März 2017 debütierte Bakayoko bei der 0:2-Niederlage gegen Spanien in der A-Nationalmannschaft und kam anschließend zu keinem weiteren Einsatz.

## Erfolge
AS Monaco
- Französischer Meister: 2016/17

FC Chelsea
- FA-Cup-Sieger: 2017/18

AC Mailand
- Italienischer Meister: 2021/22